# Cúp quốc gia Scotland 1982–83
Cúp quốc gia Scotland 1982–83 là mùa giải thứ 98 của giải đấu bóng đá loại trực tiếp uy tín nhất Scotland. Chức vô địch thuộc về Aberdeen khi đánh bại Rangers trong trận Chung kết.

## Vòng Một
| Đội nhà            | Tỉ số | Đội khách          |
| ------------------ | ----- | ------------------ |
| Peterhead          | 0 – 5 | Forfar Athletic    |
| Stirling Albion    | 1 – 0 | East Stirlingshire |
| Vale of Leithen    | 0 – 0 | Stranraer          |
| Brechin City       | 2 – 0 | Cowdenbeath        |
| Meadowbank Thistle | 1 – 2 | Elgin City         |
| Selkirk            | 0 – 2 | Brora Rangers (HL) |

### Đấu lại
| Đội nhà   | Tỉ số | Đội khách       |
| --------- | ----- | --------------- |
| Stranraer | 2 – 0 | Vale of Leithen |

## Vòng Hai
| Đội nhà            | Tỉ số | Đội khách            |
| ------------------ | ----- | -------------------- |
| Albion Rovers      | 1 – 0 | Stranraer            |
| Berwick Rangers    | 2 – 0 | Stirling Albion      |
| Brora Rangers      | 0 – 0 | Montrose             |
| East Fife          | 1 – 0 | Brechin City         |
| Elgin City         | 5 – 2 | Gala Fairydean       |
| Forfar Athletic    | 3 – 0 | Inverness Caledonian |
| Queen of the South | 3 – 0 | Hawick Royal Albert  |
| Stenhousemuir      | 1 – 0 | Arbroath             |

### Đấu lại
| Đội nhà  | Tỉ số | Đội khách     |
| -------- | ----- | ------------- |
| Montrose | 1 – 1 | Brora Rangers |

#### Đấu lại lần 2
| Đội nhà       | Tỉ số | Đội khách |
| ------------- | ----- | --------- |
| Brora Rangers | 5 – 2 | Montrose  |

## Vòng Ba
| Đội nhà              | Tỉ số | Đội khách       |
| -------------------- | ----- | --------------- |
| Hamilton Academical  | 0 – 1 | St Johnstone    |
| Ayr United           | 1 – 2 | Albion Rovers   |
| Clyde                | 0 – 0 | Motherwell      |
| Clydebank            | 0 – 3 | Celtic          |
| Dumbarton            | 0 – 1 | Airdrieonians   |
| Dundee               | 2 – 1 | Brora Rangers   |
| Dunfermline Athletic | 5 – 0 | Elgin City      |
| East Fife            | 1 – 0 | Raith Rovers    |
| Falkirk              | 0 – 2 | Rangers         |
| Forfar Athletic      | 2 – 1 | Berwick Rangers |
| Hibernian            | 1 – 4 | Aberdeen        |
| Partick Thistle      | 1 – 1 | Kilmarnock      |
| Queen of the South   | 1 – 1 | Hearts          |
| Queen’s Park         | 4 – 1 | Stenhousemuir   |
| St Mirren            | 1 – 0 | Dundee United   |
| Alloa Athletic       | 1 – 2 | Greenock Morton |

### Đấu lại
| Đội nhà    | Tỉ số | Đội khách          |
| ---------- | ----- | ------------------ |
| Hearts     | 1 – 0 | Queen of the South |
| Kilmarnock | 0 – 0 | Partick Thistle    |
| Motherwell | 3 – 4 | Clyde              |

#### Đấu lại lần 2
| Đội nhà         | Tỉ số | Đội khách  |
| --------------- | ----- | ---------- |
| Partick Thistle | 2 – 2 | Kilmarnock |

##### Đấu lại lần 3
| Đội nhà    | Tỉ số | Đội khách       |
| ---------- | ----- | --------------- |
| Kilmarnock | 0 – 1 | Partick Thistle |

## Vòng Bốn
| Đội nhà         | Tỉ số | Đội khách            |
| --------------- | ----- | -------------------- |
| Hearts          | 2 – 1 | East Fife            |
| Aberdeen        | 1 – 0 | Dundee               |
| Albion Rovers   | 0 – 3 | Airdrieonians        |
| Celtic          | 3 – 0 | Dunfermline Athletic |
| Greenock Morton | 0 – 2 | St Mirren            |
| Partick Thistle | 2 – 2 | Clyde                |
| Queen’s Park    | 1 – 0 | St Johnstone         |
| Rangers         | 2 – 1 | Forfar Athletic      |

### Đấu lại
| Đội nhà | Tỉ số | Đội khách       |
| ------- | ----- | --------------- |
| Clyde   | 1 – 1 | Partick Thistle |

#### Đấu lại lần 2
| Đội nhà | Tỉ số | Đội khách       |
| ------- | ----- | --------------- |
| Clyde   | 0 – 6 | Partick Thistle |

## Tứ kết
| Đội nhà         | Tỉ số | Đội khách |
| --------------- | ----- | --------- |
| Airdrieonians   | 0 – 5 | St Mirren |
| Celtic          | 4 – 1 | Hearts    |
| Partick Thistle | 1 – 2 | Aberdeen  |
| Queen’s Park    | 1 – 2 | Rangers   |

## Bán kết
| Aberdeen       | 1 – 0 | Celtic |
| -------------- | ----- | ------ |
| Peter Weir 65' |       |        |

| Rangers         | 1 – 1 | St Mirren                 |
| --------------- | ----- | ------------------------- |
| Sandy Clark 72' |       | Craig Paterson 84' (l.n.) |

### Đấu lại
| Rangers          | 1 – 0 (Sau hiệp phụ) | St Mirren |
| ---------------- | -------------------- | --------- |
| Sandy Clark 118' |                      |           |

## Chung kết
| Aberdeen        | 1 – 0 (Sau hiệp phụ) | Rangers |
| --------------- | -------------------- | ------- |
| Eric Black 116' |                      |         |